# تعليم الموت

تعليم الموت هو تعليم حول الموت يركز على الجوانب الإنسانية والعاطفية للموت. رغم أنه قد يشمل تعليم الجوانب البيولوجية للموت، فإن التدريس حول التعامل مع الحزن هو التركيز الأساسي. تُعرف الدراسة العلمية للموت باسم علم الموت. ينبع علم الثاناتولوجيا من الكلمة اليونانية «ثاناتوس»، التي تعني الموت، و«أولوجي» تعني علمًا أو جسمًا معرفيًا منظمًا. المتخصص في هذا المجال هو اختصاصي في علم الموت.
يشير تعليم الموت إلى تجارب وأنشطة الموت التي يتعامل معها المرء. يتعامل تعليم الموت أيضًا مع القدرة على فهم عمليات الموت المختلفة، والتحدث عن الموضوعات الرئيسية للمواقف والمعاني تجاه الموت، والآثار اللاحقة لكيفية تعلم رعاية الأشخاص المتأثرين بالموت. التركيز الرئيسي في تعليم الموت هو تعليم الناس كيفية التعامل مع الحزن. يشعر الكثير من الناس أن تعليم الموت من المحرمات وبدلاً من الحديث عن الموت والحزن، فإنهم يخفونه بعيدًا ولا يتحدثون عنه أبدًا مع الآخرين. مع التعليم الصحيح عن الموت، قد يصبح أقل حظرًا.

## التاريخ
تاريخيًا، كان يُنظر إلى تعليم الموت في المجتمع الأمريكي على أنه موضوع محظور، ولا يستحق البحث العلمي أو للأغراض التعليمية. في الستينيات من القرن الماضي، شجع المحترفون الرائدون مثل هيرمان فيفل (1959) وإليزابيث كوبلر روس (1969) وسيسيلي سوندرز (1967) علماء السلوك والأطباء والإنسانيين على الانتباه ودراسة الموضوعات المتعلقة بالوفاة. أدى هذا إلى بدء حركة الوعي بالوفاة وبدأت دراسة واسعة النطاق للسلوك المرتبط بالوفاة، وتطوير برامج جديدة لرعاية الموتى والثكالى، بالإضافة إلى بحث جديد حول المواقف المتعلقة بالوفاة.

## الأهداف
«الموت ليس عدوًا للحياة، إنه يعيد إحساسنا بقيمة الحياة. المرض يعيد الإحساس بالتناسب الذي فقده عندما نأخذ الحياة كأمر مسلم به. للتعرف على القيمة والنسبة، نحتاج إلى تكريم المرء، وفي النهاية تكريم الموت». إعداد الأفراد لأدوارهم العامة كمواطنين، والمساعدة في إعداد الأفراد، ودعمهم في أدوارهم الحرفية والمهنية، وأخيرًا تعزيز قدرة الأفراد على التواصل بشكل فعال حول الأمور المتعلقة بالوفاة.

## دور رعاية المسنين
واحدة من المنظمات الرئيسية التي تثقف الناس حول الموت. ويقدم الدعم الشخص الموفر للرعاية، وتقدم دور رعاية المسنين معلومات حول ما يمكن توقعه قبل الموت وما يمكن أن تتوقعه الأسرة بعد الموت. أحد الموضوعات الرئيسية التي تتناولها دار المسنين في الموت هي الأساطير التي تأتي مع الموت. تقوم دور رعاية المسنين أيضًا بإرشاد القائمين على الرعاية عن طريق العلامات والأعراض للبحث عن تلك التي تشير إلى الموت. رعاية المسنين هي نوع مهم من الرعاية التي تساعد في نشر وشرح التثقيف حول الموت للناس. عندما يكون لدى الأشخاص أحد أفراد أسرتهم لا يستطيع الحصول على مساعدة من الأدوية أو الأطباء، فسيكون من الأفضل لهم الذهاب إلى دار العجزة. سيكونون قادرين على الحصول على دعم كبير وراحة خلال نهاية رحلة حياتهم. لا يقتصر دور رعاية المسنين على تقديم الرعاية للمرضى الميؤوس من شفائهم فحسب، بل تقدم أيضًا اقتراحات حزن لأفراد الأسرة والأصدقاء المقربين. «بالرعاية المناسبة والدعم المناسب والمحبة، يمكننا مشاركة المعجزة التي هي الحياة». يجب أن تتمحور نهاية حياة الإنسان حول أن يكون حياً بدلاً من أن يكون ميتاً.

## منهاج الدراسة
يحتاج طلاب دورة تعليم الموت إلى فهم المعرفة المعقدة للموضوع بوضوح، وتعلم المجالات الخمسة الرئيسية للمعرفة، وتعلم الجوانب الجسدية، والنفسية، والاجتماعية، والسلوكية، والمعرفية للموت. المجالات الخمسة الرئيسية هي: فهم عملية الاحتضار، واتخاذ القرار بشأن نهاية الحياة، والخسارة، والحزن، والفجيعة، والتقييم، والتدخل، والموت الصادم. يجب تدريس التربية على الموت في منظورها الصحيح ويجب أن تكون الاستجابة العاطفية للفرد متناسبة مع المناسبة. إضافةً إلى ذلك، يمكن تدريس تعلم الموت بنحو رسمي أو غير رسمي. يرتبط تعليم الموت المخطط رسميًا بالتعلم في البيئات التعليمية المنظمة بما في ذلك: المدارس، والكليات، وتعليم الخريجين، وورش العمل المهنية، وبرامج تدريب المتطوعين.

## مراحل الاحتضار
اقترحت إليزابيث كوبلر روس في كتابها (في الموت والوفاة 1969)، المراحل الخمس لعملية الاحتضار. على الرغم من أن عملها غالبًا ما يشار إليه على أنه «المراحل الخمس للحزن»، فإن عملها الأصلي كان مبنيًا على ملاحظاتها السريرية للاستجابات النفسية والاجتماعية للمرضى المصابين بأمراض مميتة على الموت الوشيك. لقد أحاط الكثير من الجدل الأكاديمي بشرعية «مراحلها الخمس»: الإنكار، والغضب، والمساومة، والاكتئاب، والقبول. رفض الأطباء النفسيون ذوو الخبرة إلى حد كبير دقة النموذج لأنه يعالج الحالات العاطفية فقط، ويضع توقعات خاطئة للعملية، ولم يجرِ التحقق منه تجريبياً كنموذج وصفياً.
المرحلة الأولى هي الإنكار والعزلة. عندما تسمع لأول مرة عن شخص محبوب يعاني مرضًا مميتًا، فإن غريزتك الأولى هي إنكار حقيقة الموقف. يُعرف هذا بآلية دفاع لأننا نحجب الكلمات من خلال عدم معالجتها بشكل كامل ونخفيها أيضًا من الحقائق. المرحلة الثانية هي الغضب. بمجرد أن يهدأ الحجب، يصبح الوضع ساحقًا ويظهر الألم من الأخبار. المرحلة الثالثة هي المساومة. في هذه المرحلة ستشعر بمزيد من الضعف والعجز. من أجل السيطرة مرة أخرى، ستبدأ في التفكير في طرق من شأنها أن تجعله أفضل: «لو أننا سعينا للحصول على رعاية طبية عاجلًا...». «فقط إذا حصلنا على رأي ثانٍ من طبيب آخر...». «لو حاولنا فقط أن نكون شخصًا أفضل تجاههم...».
كل هذه خطوط دفاع لمحاولة حمايتنا من حقيقة الألم في حالة ضائعة. المرحلة الرابعة هي الاكتئاب. في هذه المرحلة، يمكن أن يكون هناك نوعان مختلفان من الاكتئاب تتعامل معه. النوع الأول من الاكتئاب يمكن أن يكون شعورًا أكثر هدوءًا وخصوصية. النوع الثاني من الاكتئاب هو النوع الذي يسيطر فيه الحزن والندم على جسدك ويصبحان من العوامل المهيمنة في حياتك. المرحلة الخامسة والأخيرة هي القبول. لا تصل هذه المرحلة دائمًا إلى الجميع ولكن بالنسبة للأشخاص الذين يحصلون عليها فعليًا، يجب أن يعدوا هذه المرحلة بمثابة هدية. هذا لا يعني أنك لن تحزن بعد الآن، لكن هذا يعني أنه سيكون هناك نوع من السلام يمكنك الوصول إليه مع الشخص الذي مات.

## الملخص
على الرغم من أن الناس لا يزالون محافظين تجاه فكرة الاحتضار والموت، بمساعدة وتعليم الموت، سيعرف الناس الموت كجزء طبيعي من الحياة يجب على الجميع أن يمروا به يومًا ما. بدلاً من الشعور بالخوف والذعر من الموت، سيشعر الناس بالراحة تجاه الموضوع ويكونون قادرين على الاستعداد لما سيأتي في المستقبل. تعليم الموت ليس فقط للمهنيين الطبيين وأولئك الذين يتعاملون مع المرضى الميؤوس من شفائهم، بل إن تعليم الموت مفيد للجميع لأنه يكشف عن أهمية الجودة في الحياة وبحث الإنسان عن المعنى. «الموت هو ما تتجه إليه الحياة البشرية، وبالتالي فإن الموت هو ما يستعد الإنسان له باستمرار».